# Protonemura zhiltzovae
Protonemura zhiltzovae är en bäcksländeart som beskrevs av Vinçon och Ravizza 2005. Protonemura zhiltzovae ingår i släktet Protonemura och familjen kryssbäcksländor. Inga underarter finns listade i Catalogue of Life.